# ساشا کوواچویچ
ساشا کوواچویچ (صربی: Saša Kovačević؛ زادهٔ ۲۹ مارس ۱۹۷۳) بازیکن فوتبال اهل صربستان بود.
از باشگاه‌هایی که در آن بازی کرده‌است می‌توان به باشگاه فوتبال شوالان، باشگاه فوتبال توران توووز، باشگاه ورزشی مالاتیااسپور، باشگاه فوتبال ارزروم‌اسپور، و باشگاه فوتبال زسکا صوفیه اشاره کرد.
وی همچنین در تیم ملی فوتبال صربستان و مونته‌نگرو بازی کرده‌است.